# Бугаев, Александр Романович
Александр Романович Бугаев (1937, Воронеж — 2009, Рига) — советский художник и дизайнер. Автор проекта 79-метрового обелиска, который являлся композиционным центром Памятника освободителям Риги.

## Детские и юношеские годы
Родился в 1937 году в Воронеже. Его отец был командиром эскадрильи дальней бомбардировочной авиации и погиб в первые месяцы Великой Отечественной войны.
Александра Бугаева с сестрой и матерью (актрисой музыкального театра) эвакуировали из опасной зоны в город Бузулук Оренбургской области. Учился в местной школе, а в 1947 году как сын погибшего офицера был принят в Суворовское училище в городе Чкалов (ныне Оренбург), где Александр Бугаев серьёзно увлёкся музыкой и рисованием.
После Суворовского училища Александр Бугаев поступил в Одесское военное училище, по окончании которого служил в Венгрии, где продолжал серьёзно заниматься изобразительным искусством и музыкой. В 1964 году был переведён на работу в Прибалтику, где завершил военную карьеру и полностью посвятил себя творчеству.

## Архитектурно-художественное проектирование
В 1965 году, сдав вступительные экзамены, Александр Бугаев поступает на отделение дизайна в Латвийскую Академию художеств, которую успешно окончил в 1969 году.
А. Р. Бугаев многие годы был главным художником на рижском предприятии «Коммутатор». Проектировал интерьеры, создавал декоративные композиции и витражи на известном предприятии Латвии — комбинате прикладного искусства «Максла».
По проектам художника-архитектора Бугаева созданы залы отдыха в московском аэропорту Внуково, в аэропортах Душанбе и Ленинабада, интерьеры двух ресторанов в городе Сочи.

## Победа на конкурсе
В 1976 году заместитель главного архитектора Риги — Эрмен Балиньш — предложил Александру Бугаеву совместно принять участие в конкурсе на создание памятника воинам Советской армии — освободителям Советской Латвии.
Архитектор Бугаев в интервью журналисту Татьяне Герасимовой (2003 год) так описывал историю создания мемориала:
«В конкурсе участвовали довольно сильные архитекторские группы из Латвии, Белоруссии, Калининграда. Но, надо сказать, не все талантливые архитекторы захотели связываться с „политической“ темой.
К тому же, место для будущего памятника тоже выбрали непростое. Площадь Узварас (Победы) в Задвинье создавалась на народные средства, сразу после признания независимости Латвии во времена Первой республики. Здесь должны были проходить парады, но этому помешала заболоченность почвы… А потом наступил 1940-й год, и всем стало не до того…
Так что одни художники просто не хотели связываться с этим местом, другим были чужды идеологические установки, третьи просто не понимали темы и создавали странные образы, больше похожие на аттракционы.

В результате, когда подвели итоги, то оказалось, что ни одна из 20 архитекторских групп, участвовавших в конкурсе, не была допущена к выполнению своего проекта…»

Во втором туре конкурса победил проект Александра Бугаева и Эрмена Балиньша — «Звёзды».
Монумент, созданный по концепции художника-архитектора Бугаева, в разрезе представляет собой пятиконечную звезду, пять лучей которой символизируют пять лет героической борьбы с нацистским оккупационным режимом за освобождение Родины.
Композиция центральной колонны напоминает праздничный салют, посвящённый Победе. Сам художник-разработчик Александр Бугаев писал о том, что концепция такого фейерверка звёзд пришла после длительных размышлений по поводу выбора фигуры для символического отображения идеи. В итоге автор (проанализировав различные варианты) остановился на концепции звезды, которая и легла в основу всего Памятника освободителям Риги.

## Последние годы жизни
Александр Бугаев как живописец принимал участие в художественных выставках в России и Латвии. Писал музыку и песни. Выпустил сборник стихотворений.
Сын художника — Евгений Бугаев (1962—2010), режиссёр-мультипликатор, жил и работал в Одессе.
8 октября 2009 года в популярном латвийском еженедельнике «Вести» (№ 41) была опубликована большая иллюстрированная подборка материалов «Звёздный Салют» о создателе мемориала советским воинам-освободителям А. Р. Бугаеве; там же было опубликовано и развёрнутое интервью с мастером, где он вспоминал свою юность и творческие годы. Через полтора месяца, 20 ноября 2009 года, Александра Романовича не стало.
Художник-архитектор Александр Романович Бугаев похоронен в Риге на Гарнизонном кладбище.